# Centro de Ciência de Macau

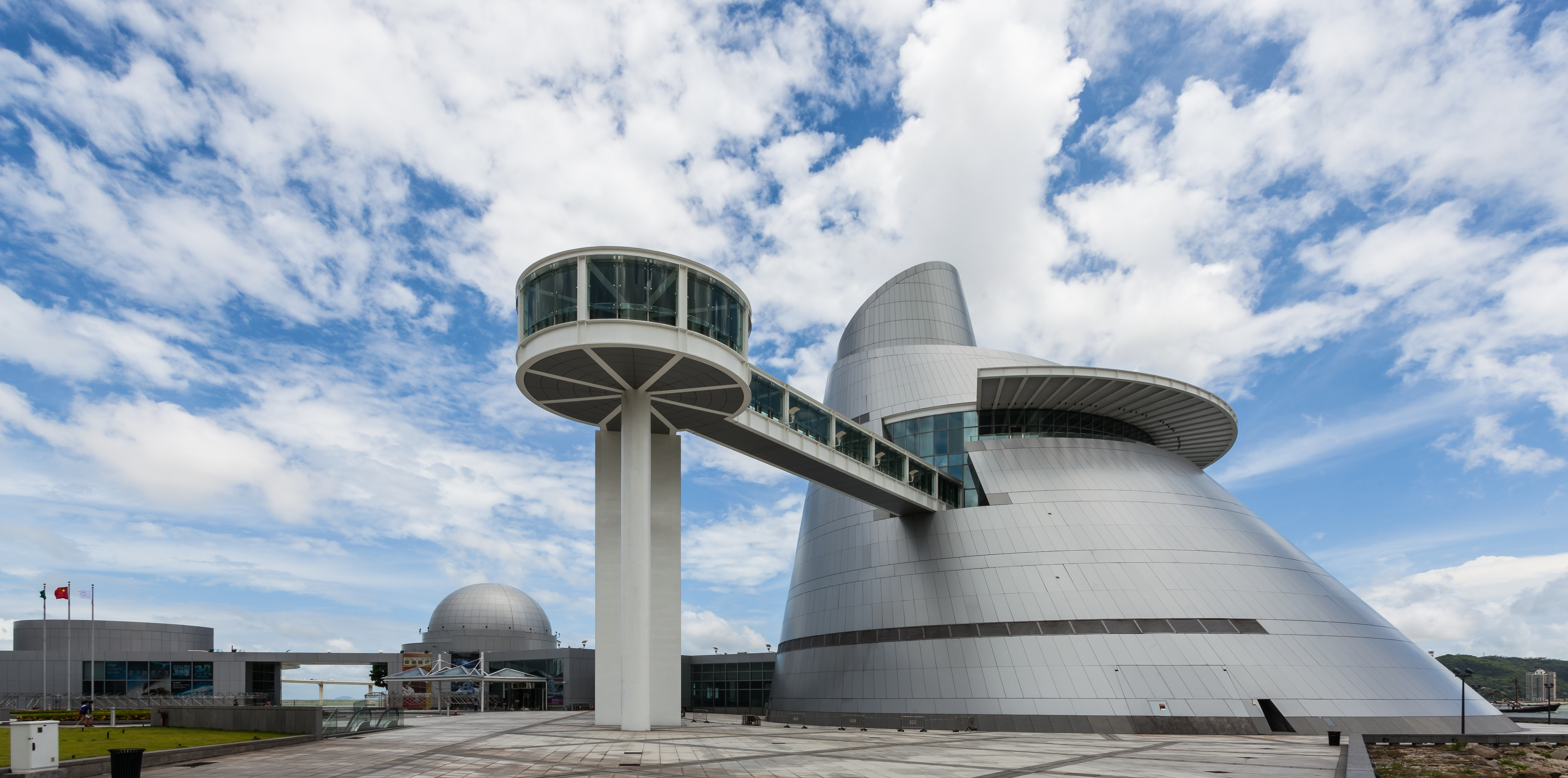
Centro de Ciência.

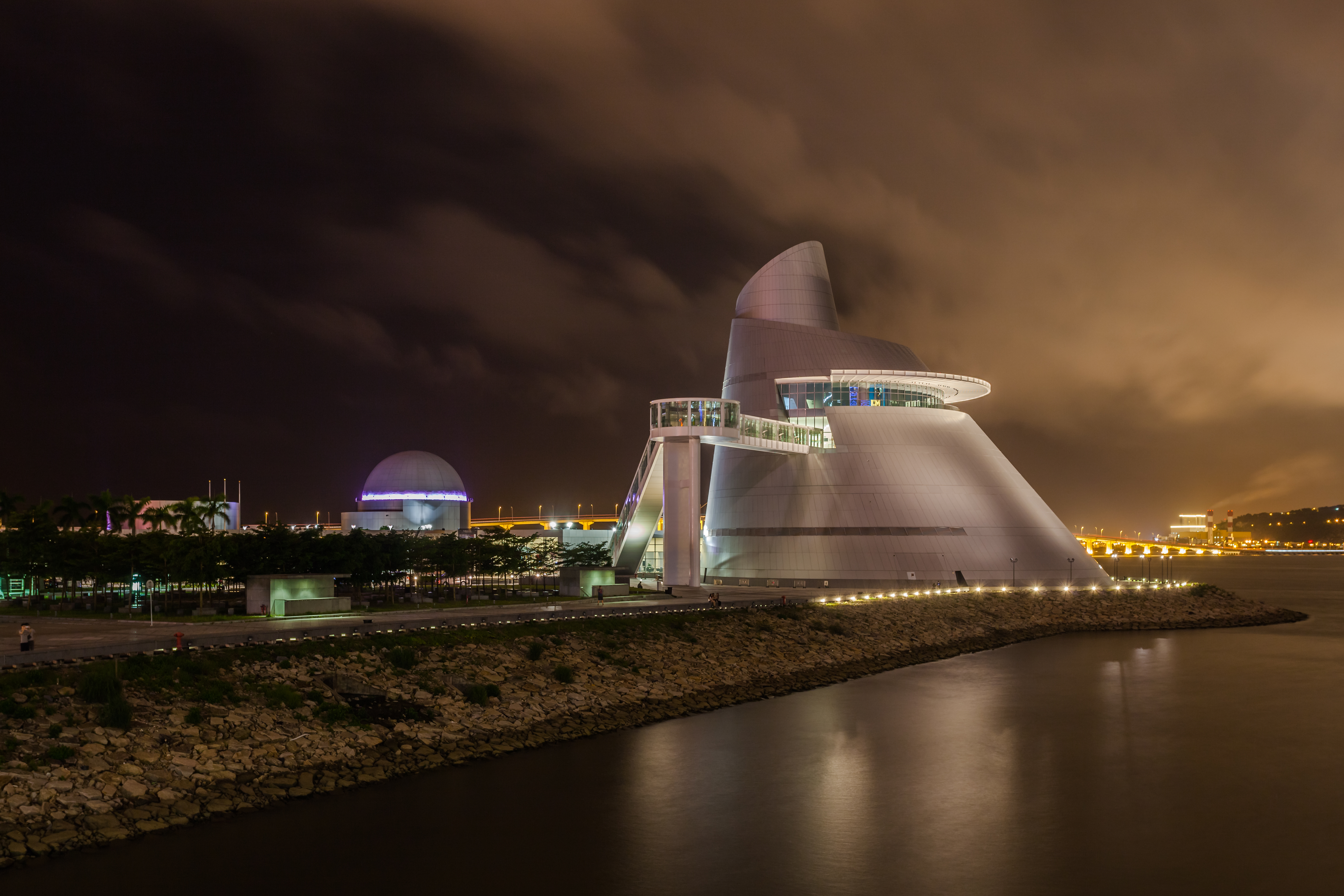
À noite.

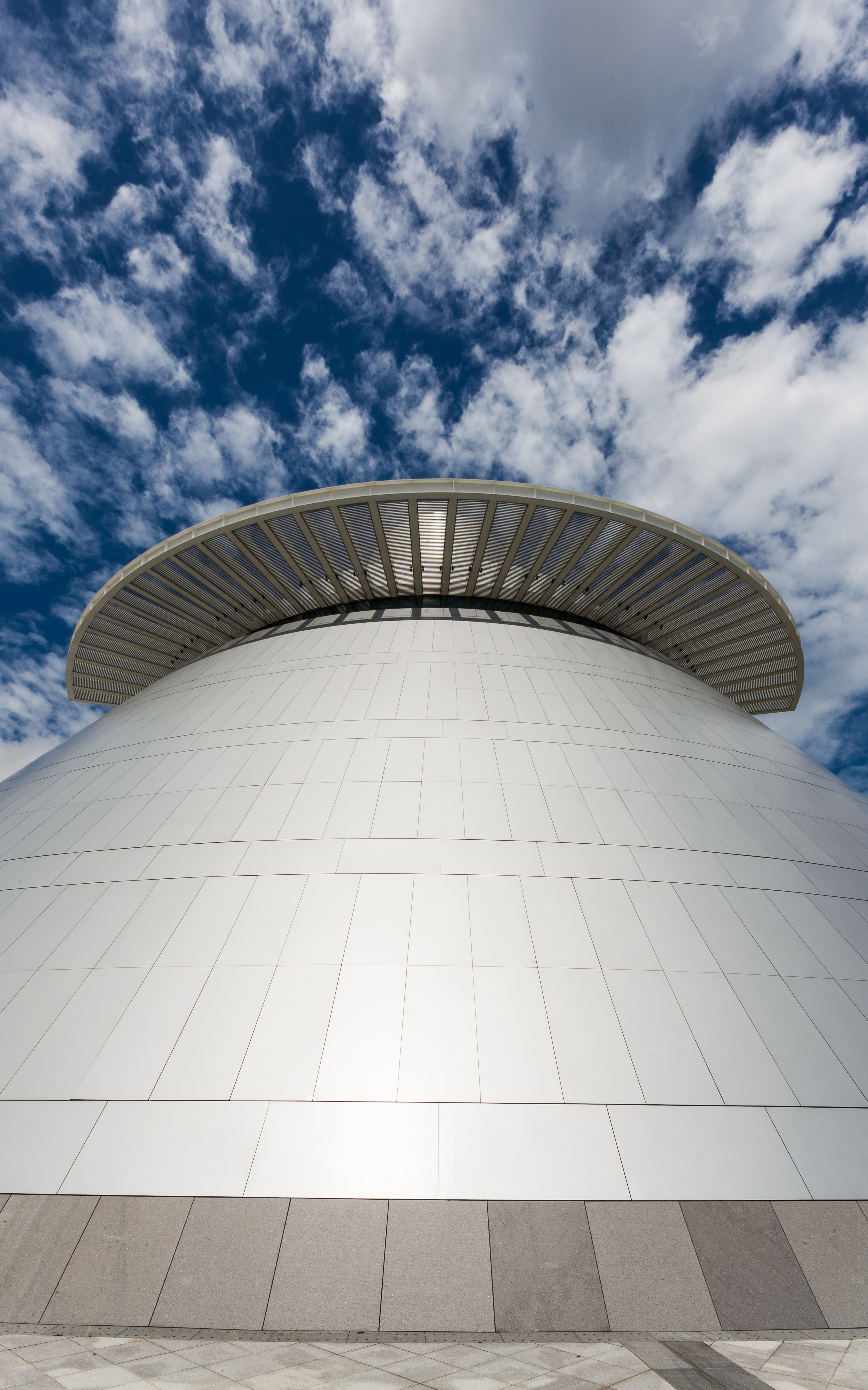
Detalhe do edifício principal.

O Centro de Ciência de Macau (MSC) visa promover o interesse público pela ciência através de exposições e actividades educacionais.
Em 2002, no seu discurso sobre as Linhas de Acção Governativa, o Chefe do Executivo, Dr. Edmundo Ho Hau Wah, sugeriu a construção de um novo museu de tecnologia para a juventude, para os jovens alargarem os seus horizontes num ambiente amigável e descontraído, ao mesmo tempo que aumentavam o seu conhecimento sobre a ciência. No sentido de apoiar a sua proposta governamental, a Fundação Macau foi incumbida com a responsabilidade do projecto, tendo sido criada a empresa Centro de Ciência de Macau S.A., para fins de criação do conteúdo e gestão do Centro.
No sentido de construir um Centro com estatuto internacional, assim como impulsionar o desenvolvimento do turismo, a Fundação Macau convidou o Arq. I. M. Pei e a Sociedade Pei Partnership Architects para escolher a localização e conceber o design do Centro. O edifício encontra-se numa local junto ao mar, e é agora um ponto de referência da cidade.

## Funções e objectivos
O Centro de Ciência de Macau é um centro de ciência multifuncional concebido com três objectivos principais: educação, turismo e conferências. Ele visa estimular e cultivar o interesse dos estudantes pela ciência e melhorar a compreensão da ciência e da tecnologia pelo público-alvo através de exibições interactivas e programas exibidos no Planetário. Ambiciona tornar-se num pólo de atracção turístico regional, combinando aprendizagem, lazer e entretenimento. Também funciona como um centro de convenções, proporcionando um auditório equipado com tecnologia de ponta e infra-estruturas capazes de acolher reuniões, conferências, seminários e outros eventos.

## Características arquitectónicas
Rodeado por água em três frentes, o Centro é ladeado pelo Terminal Marítimo de Hong Kong Macau e pela Doca dos Pescadores no canto sudeste da península de Macau. Juntamente com o Centro Cultural de Macau, o Museu de Arte de Macau e outras atracções cria uma das maiores zonas culturais e de entretenimento em Macau.
Tendo uma área de implantação bruta de 20,000 metros quadrados, o Centro de Ciência de Macau é composto pelo Centro de Exibições, o Planetário e o Centro de Convenções. Com a forma de um cone inclinado, o Centro de Exibições é o edifício mais alto, contendo 14 galerias dispostas sob a forma de uma espiral ascendente. É realçado por um terraço panorâmico envidraçado em forma de arco com uma vista de 180 graus e por um pavilhão panorâmico. O Planetário em forma de cúpula encontra-se ladeado por um Centro de Convenções, em forma de leque, e um edifício de escritórios. Proporcionando aos visitantes uma gama completa de serviços, as infra-estruturas de apoio incluem uma loja de lembranças e um restaurante.
Debaixo da praça em frente ao Centro existe um parque de estacionamento subterrâneo disponibilizando aos visitantes acima de 400 lugares de estacionamento para veículos e 400 lugares de estacionamento para motocicletas.

## Principais áreas funcionais

### Centro de exibições
Possuindo 5,800 metros quadrados, o Centro de Exibições e o seu Átrio, tem capacidade para dispor aproximadamente 450 exibições interactivas. As galerias abrangem assuntos desde a Ciência do Espaço, Ciência Divertida, Ciência para Crianças, Expresso da Ciência, Robótica, Exploração Científica, Planeta Terra, Meteorologia, Ecologia e Conservação, Saúde no Desporto, Desafios Desportivos até à Ciência Alimentar. Há 2 galerias reservadas para exposições especiais. As exibições procuram fornecer expositores interactivos que combinem o conhecimento, a ciência e a diversão, e permitir aos visitantes explorar a ciência de uma forma directa e prática. Muitos dos expositores têm instalado leitores RFID para os visitantes com cartão PEARL (Cartão de Acesso e Registo de Actividades Pessoais) registarem dados pessoais de visitas, fotografias e vídeos e fornecer uma ligação a informações adicionais que podem ser utilizadas para além da visita em si.

### Planetário
A peça central do Planetário é composta por um ecrã inclinado em forma de cúpula com um diâmetro de 15,24 metros. Esta peça está instalada com um conjunto de 12 projectores digitais de 2048 x 1024 píxeis, cada um dos quais para exibir filmes em cúpula normais. No Planetário todos os 139 lugares sentados, incluindo 4 espaços para cadeiras de rodas, estão equipados com comandos interactivos. Ao usarem óculos especiais, os espectadores podem ver imagens 3D projectadas no ecrã. Combinando a imensa base de dados do Planetário com o fabuloso leque de efeitos de projecção, permite levar os espectadores numa viagem no espaço e no tempo. Este sistema também pode mostrar filmes em cúpula digitais, transformando o Planetário num cinema em forma de cúpula multifuncional.

### Centro de convenções
O Centro de Convenções inclui um Salão de Convenções multifuncional e 4 Salas de Reuniões. Caso seja necessário, duas Salas de Reuniões podem ligar-se em uma. O Salão de Convenções tem uma capacidade para reuniões de 500 pessoas e banquetes de 200 pessoas. O Centro está equipado com equipamentos audio visuais profissionais, sistema de tradução simultânea e equipamento para vídeo conferências.